# Бузлуджански събор на БСП
Съборът на БСП е традиционен събор в България, организиран ежегодно от Българската социалистическа партия в края на юли или началото на август в местността Историческа поляна, под връх Хаджи Димитър (по-известен като Бузлуджа) в Средна Стара планина за честване на поредната годишнина от Учредителния конгрес на БСДП през 1891 г.

## 2019 г.
На 26 юли 2019 г. БСП провежда национално съвещание в Габрово. След съвещанието ръководството на партията и десетки членове и симпатизанти полагат цветя и венци на паметната плоча в града на Бузлуджанския учредителен конгрес. Същия ден лидерката на партията Корнелия Нинова повежда колоездачното състезание за купа „Бузлуджа“ от Габрово до върха.
На събора Корнелия Нинова връчва награди:
- на проф. Искра Баева – в конкурса за изследвания в областта на историята „Димитър Благоев“,
- на Къдринка Къдринова (редактор на уебсайта „Барикада“) – в конкурса за политическа журналистика и публицистика „Георги Кирков – Майстора“, и
- на Иван Гранитски.[5]

## Галерия
- Сергей Станишев на събора, през 2005 г.
- Митингът на събора, 2019 г.
- Хоро със знаме с Че Гевара на събора, 2019 г.